# مدیریت منابع انسانی الکترونیکی
مدیریت منابع انسانی الکترونیکی یا E-HRM؛ برنامه‌ریزی، اجرا و کاربرد فناوری اطلاعات در امور منابع انسانی است.E-HRM در اصل واگذاری وظایف بخش منابع انسانی به مدیریت و کارکنان است که آنها معمولاً از طریق اینترانت یا سایر کانال‌های فناوری وب به این عملکردها دسترسی دارند. توانمندسازی مدیران و کارکنان برای انجام برخی وظایف انتخابی منابع انسانی، بخش منابع انسانی را از این وظایف رها می‌کند و به کارکنان این امکان را می‌دهد که کمتر بر روی عملیات و بیشتر بر عناصر استراتژیک منابع انسانی تمرکز کنند و به سازمان‌ها اجازه می‌دهد تا سطوح کارکنان بخش منابع انسانی را به عنوان بخش اداری کاهش دهند.

## مزایا

### نتایج در سطح خرد
e-HRM تأثیرات فردی مانند رضایت و پذیرش کاربر را فراهم می‌کند. رضایت و پذیرش به دلیل ارزش افزوده مانند صرفه جویی در زمان یا افزایش دقت نتایج است. به عنوان مثال، متقاضیان شغل به دلیل تعداد آشکارا بیشتر مشاغل یافت شده و بهبود کیفیت اطلاعات، ادراکات مطلوب تری از استخدام الکترونیکی دارند. متقاضیان کار همچنین به دلیل ارائه اطلاعات مثبت و دقیق تر، نسبت به وب سایت‌های استخدام گرا واکنش مثبت بیشتری نشان می‌دهند.

### نتایج در سطح کلان
نتایج در سطح کلان به عنوان نتایج عملیاتی، رابطه ای و تحولی طبقه‌بندی می‌شوند.نتایج عملیاتی با نتایج کارایی و اثربخشی e-HRM مرتبط است، مانند کاهش کارکنان منابع انسانی، کاهش هزینه، فرآیندهای سریع، و کاهش حجم کار اداری. پیامدهای رابطه ای به تعامل و شبکه بازیگران مختلف اشاره دارد.نتایج تحول‌آفرین با جهت‌گیری مجدد بنیادی در حوزه کلی و عملکرد مدیریت منابع انسانی که شامل قابلیت مشارکت در عملکرد کلی سازمان است، انگیزه می‌گیرد.

## مسائل
E-HRM به عنوان ارائه فرصتی برای بهبود خدمات بخش منابع انسانی، بهبود کارایی و اثربخشی هزینه در بخش منابع انسانی، و تبدیل شدن بخش منابع انسانی به یک شریک استراتژیک در دستیابی به اهداف سازمانی دیده می‌شود. با این حال، چندین مسئله ممکن است اهداف مورد نظر و مزایای بالقوه اجرای E-HRM را تحت الشعاع قرار دهد. یک سازمان باید خطرات احتمالی و پیامدهای ناخواسته را در نظر بگیرد.
اولین چیزی که یک سازمان باید در نظر بگیرد هزینه اجرای E-HRM است. با توجه به اینکه E-HRM به شدت با جنبه فناوری مرتبط است، سرمایه‌گذاری اولیه در پیاده‌سازی سیستم E-HRM هزینه زیادی را به همراه خواهد داشت. به منظور اطمینان از مؤثر بودن اجرای E-HRM، یک سازمان می‌تواند از چندین سؤال تشخیصی استفاده کند:
- مانند اینکه آیا سیستم E-HRM بر همسویی HRM با استراتژی سازمان تأثیر می‌گذارد؟
- آیا E-HRM می‌تواند مزیت رقابتی و عملکرد بهتر ایجاد کند، یا خیر.
- پذیرش E-HRM در بین سازمان‌ها منجر به الگوهای مختلف یا سرعت تغییرات در HRM استراتژیک می‌شود؟
- آیا سرمایه‌گذاری در E-HRM برای مشروعیت بخشیدن به عملکرد استراتژیک HRM انجام می‌شود یا خیر؟

بنابراین، استفاده از E-HRM ذاتاً نگرانی‌های مربوط به حریم خصوصی و امنیت را به همراه دارد. این سیستم‌ها اطلاعات مربوط به افراد را جمع‌آوری می‌کند و از آنها برای تجزیه و تحلیل استفاده می‌کند.
یک سازمان باید اقدامات متقابلی را برای مقابله با مسائل امنیتی و حفظ حریم خصوصی در نظر بگیرد، مانند بررسی نحوه مدیریت داده‌ها، میزان دستکاری داده‌ها، و میزان دسترسی کاربران به داده‌های خاص. یک سازمان همچنین هنگام تلاش برای ادغام سیستم E-HRM خود در داخل یا خارج، باید سطح دسترسی هر واحد متصل را در نظر بگیرد.

## حوزه‌های بکارگیری
از منظر E-HRM، سازمان‌ها در نحوه استفاده از سیستم‌ها در عملکردها و فعالیت‌های HRM خود متفاوت هستند:

### برنامه‌ریزی الکترونیکی
E-HRM جمع‌آوری، بازیابی و به روز رسانی داده‌های کارکنان، از جمله دانش، مهارت‌ها و شایستگی‌های آنها را تسهیل می‌کند. این یک فرایند تصمیم‌گیری سریعتر و آگاهانه تر در مورد خواسته‌های یک بخش خاص را فراهم می‌کند. سازمان‌ها می‌توانند تجزیه و تحلیل استفاده از نیروی کار بهتری را برای بررسی ترکیب و مهارت‌های نیروی کار فعلی و پیش‌بینی عرضه و تقاضای منابع انسانی انجام دهند. سازمان‌ها با توسعه فهرست پایگاه‌های اطلاعاتی استعدادها و مهارت‌های نیروی کار فعلی، می‌توانند از مهارت‌ها و آموزش‌های فعلی استفاده کنند. کارکنان قبل از جستجوی خارجی برای کارکنان بالقوه. سازمان‌ها می‌توانند جایگزین‌هایی را برای پست‌های مدیریتی و نظارتی در سازمان شناسایی کنند. با ردیابی عملکرد کارکنان «با پتانسیل بالا» در طول زمان، سازمان‌ها می‌توانند زمانی که مشاغل خالی می‌شوند، آنها را به پست‌های کلیدی اختصاص دهند. سازمان‌ها می‌توانند تجزیه و تحلیل نیروی کار، به ویژه تجزیه و تحلیل نتایج کلیدی منابع انسانی (به عنوان مثال، بهره‌وری، جابجایی، غیبت، سطوح رضایت کارکنان) را دریافت کنند. داده‌ها را می‌توان برای انجام نظرسنجی‌های دوره ای از سطوح رضایت کارکنان استفاده کرد که برای بقا و سازمان‌های موفق بسیار مهم است.

### استخدام الکترونیکی
با استفاده از فناوری‌ها، e-HRM به سازمان اجازه می‌دهد تا مجموعه بزرگ‌تری از نامزدها را به دست آورد و همچنین در فرایند انتخاب کمک کند. در نتیجه، سازمان می‌تواند فرآیندهای استخدام را کوتاه کرده و هزینه‌های جذب را کاهش دهد.

### انتخاب الکترونیکی
سازمان‌ها می‌توانند فرایند غربالگری اولیه را ساده‌سازی کنند و بار اداری و هزینه‌های اداری مرتبط با بررسی برنامه‌ها یا رزومه‌های متعدد را با استفاده از ویژگی‌های اسکن و غربالگری خودکار کاهش دهند. سازمان‌ها می‌توانند فرآیندهای آزمون استخدام اینترنتی را با بهره‌مندی از سرعت، به‌موقع بودن، انعطاف‌پذیری و کاهش هزینه‌های کلی مرتبط با آزمایش انجام دهند. سازمان‌ها می‌توانند آزمون‌های انتخاب نمره را به‌طور خودکار دریافت کنند و به متقاضیان بازخورد فوری در مورد میزان صلاحیت آنها برای مشاغل ارائه دهند. سازمان‌ها می‌توانند مصاحبه را از طریق تلفن، ویدئو کنفرانس و سایر اشکال فناوری انجام دهند.

### آموزش الکترونیکی
سازمان‌ها می‌توانند در هزینه‌های آموزشی صرفه جویی کنند. آموزش الکترونیکی می‌تواند هزینه‌ها را کاهش دهد و کارایی را بهبود بخشد.

### جبران خدمات الکترونیکی
با استفاده از نرم‌افزارها و ابزارهای مبتنی بر وب، مدیران می‌توانند سیاست‌های جبران خدمات را طراحی، مدیریت و گزارش دهند. E-Compensation قادر به مدیریت روال‌های مدیریت پاداش است، از جمله پاسخ دادن به کارکنان هنگامی که آنها اطلاعات محرمانه خود یا یک سیستم پاداش خاص را می‌خواهند.

### مدیریت عملکرد الکترونیکی
مدیریت عملکرد الکترونیکی را می‌توان به عنوان سیستم‌های کامپیوتری سمعی و بصری برای فرآیندهای مدیریت عملکرد توضیح داد: جمع‌آوری، ذخیره‌سازی، تجزیه و تحلیل و گزارش. انتظار می‌رود با ارائه دانش، تکنیک‌ها، روش‌ها و سیستم‌های پشتیبانی لازم برای کارکنان، عملکرد سازمانی بالایی را از طریق عملکرد فردی به دست آورد.
E-HRM برای عملکردهای مدیریت عملکرد، مزایای قابل توجهی را به سازمان‌ها ارائه می‌دهد، از جمله تصمیم‌گیری مبتنی بر داده، عملیات ساده، کاهش حجم کار اداری و صرفه جویی در هزینه. این سیستم‌ها همچنین از پشتیبانی، به‌ویژه از سوی کارکنان جوان‌تر، برخوردار هستند و استانداردسازی و یکپارچه‌سازی شبکه‌های اطلاعاتی را تسهیل می‌کنند. به‌طور کلی، E-HRM می‌تواند سازمان‌ها را با ارائه بینش‌های مبتنی بر داده، بهبود کارایی عملیاتی و افزایش قابلیت‌های استراتژیک آن‌ها توانمند کند.
با این حال، استفاده از E-HRM برای مدیریت عملکرد مستلزم اشکالات خاصی است، از جمله پتانسیل تخصیص منابع ناکارآمد و تعامل محدود با کاربر، با تمرکززدایی تحت تأثیر اهمیت تصمیمات سطح پایین‌تر. این سیستم ممکن است تحرک، سازگاری، و زمان پردازش قابل توجهی را نشان دهد، اگرچه تمرکززدایی می‌تواند این مسائل را با ساده‌سازی تصمیم‌گیری و تقویت ابتکارات کارگری کاهش دهد. ریسک‌های مالی به دلیل هزینه‌های بالا ایجاد می‌شوند که اغلب شامل مشاوران خارجی می‌شود که با پیچیدگی‌های خاص سازمانی آشنا نیستند. حتی در صورت توسعه داخلی، سیستم می‌تواند چالش‌هایی مانند جدول زمانی توسعه طولانی مدت، الزامات سازگاری مداوم و وابستگی به متخصصان کلیدی را ایجاد کند. اگر توسعه دهندگان شرکت را ترک کنند، ممکن است مشکلات پشتیبانی و عملیاتی ایجاد شود.